# Myeahns
the myeahns（ザ・マヤーンズ）は、日本のオルタナティヴ・ロックバンド。

## メンバー
現メンバー
- 逸見亮太 (へんみ りょうた): ボーカル
- 世良ジーノ : ギター
- 茂木左 (もぎ ひだり): ドラムス
- コンノハルヒロ : ベース
- Quatch (かっち): キーボード

旧メンバー
- 長島アキト :ベース
- 齊藤雄介 : ギター

## 概要
都内で逸見亮太（ボーカル）を中心に齊藤雄介（ギター）、長島アキト（ベース）、茂木左（ドラムス）の4人で前身バンド「テクマクマヤーンズ」を結成。2015年5月、齊藤脱退。このタイミングでスリーピースバンド「myeahns」となる。2017年1月に長島脱退。同月、齊藤が再加入。新たにQuatch（キーボード）、コンノハルヒロ（ベース）を迎え5人体制で始動。
2018年1月29日、渋谷MilkyWayでのワンマンライブ「ロング・ロング・ライブ」、6月17日には渋谷RubyRoomでワンマンライブ「ワンマン・ヒット・ワンダー」を開催。
2020年1月、FOD『乃木坂シネマズ〜STORY of 46〜』第7話『嗚呼!素晴らしきチビ色の人生』（主演：与田祐希）のメインテーマで「ローズマリー」が使用。10月からLINE NEWS「VISION」での配信『私たちも伊藤万理華ですが。』主題歌に「Be むだ Baby」「サマーエンズ」が使用。
2021年10月、朝日放送テレビドラマ＋『ムショぼけ』劇中歌で「オレンジ amanatsu ver.」が使用。11月から12月にかけてバンド史上初の全6箇所のワンマンツアー『encore』を決行。
2022年11月、5人体制5年目のワンマンツアー『5x5-Five by Five』開催。下北沢SHELTER公演は完売。本ツアーより表記が定冠詞付の「the myeahns」に変更された。